# Station Saint-Germain-en-Laye
Station Saint-Germain-en-Laye is een ondergronds station in de agglomeratie van Parijs, dus in Frankrijk, in de gemeente Saint-Germain-en-Laye en ligt naast het Kasteel van Saint-Germain-en-Laye. Saint-Germain-en-Laye ligt ten westen van het centrum van Parijs. Er rijden de treinen van de RER A. Het station is op 14 augustus 1847 geopend, 10 jaar na het openen van het traject Parijs – Saint Germain. Het eerste stationsgebouw heeft er tot 1972 gestaan, dat was een rond gebouw, maar is daarna door het huidige gebouw vervangen.

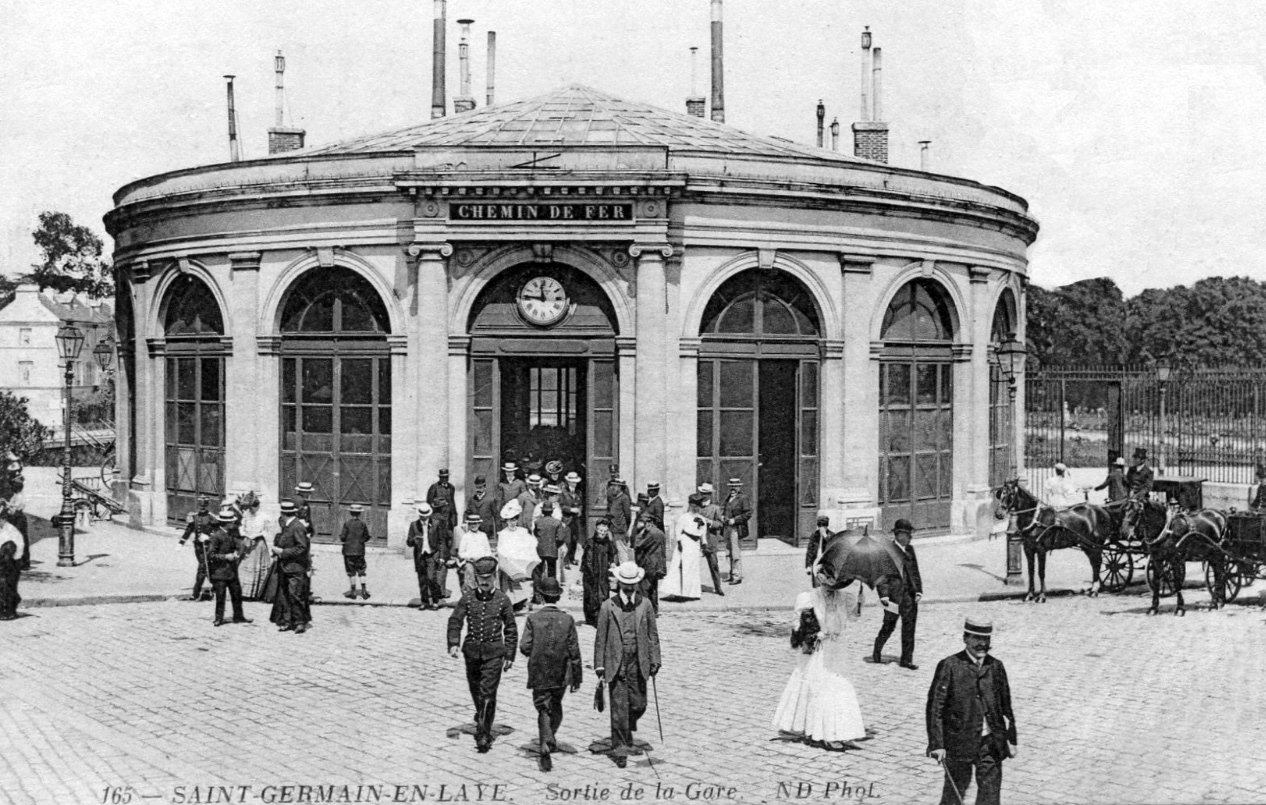
begin 20e eeuw

Het was het eindstation van de lijn van station Paris Saint-Lazare naar Saint-Germain-en-Laye. Het heeft tien jaar geduurd tussen het openen van de lijn Parijs – Saint Germain en het in gebruik nemen van het station naast het kasteel, omdat de treinen daarvoor nog niet het vermogen hadden om het hoogteverschil van de Seine naar het kasteel te kunnen overwinnen. De trein reed daarvoor naar een station in Le Pecq. 
Saint-Germain-en-Laye is onderdeel van het RER-netwerk. Lijn RER A heeft een aantal takken. Saint-Germain-en-Laye ligt aan tak A1 en is tevens het eindpunt van lijn A. Vanaf het station rijden treinen naar het oosten richting Marne la Vallée-Chessy en naar Boissy-Saint-Léger.

## Treindienst
| Serie | Treinsoort        | Route | Bijzonderheden |
| ----- | ----------------- | --- | -------------- |
| RER A | RER (SNCF / RATP) | [ [ Cergy-le-Haut – ] / [ Poissy – ] Maisons-Laffitte – ] / [ Saint-Germain-en-Laye – Rueil-Malmaison – Nanterre-Université – ] Nanterre-Préfecture – La Défense – Châtelet - Les Halles – Paris-Lyon – Vincennes – [ Fontenay-sous-Bois – La Varenne - Chennevières – Boissy-Saint-Léger ] / [ Val de Fontenay – Bry-sur-Marne – Noisy-le-Grand - Mont d’Est – Torcy – Marne-la-Vallée - Chessy ] |                |